# Pitts Special

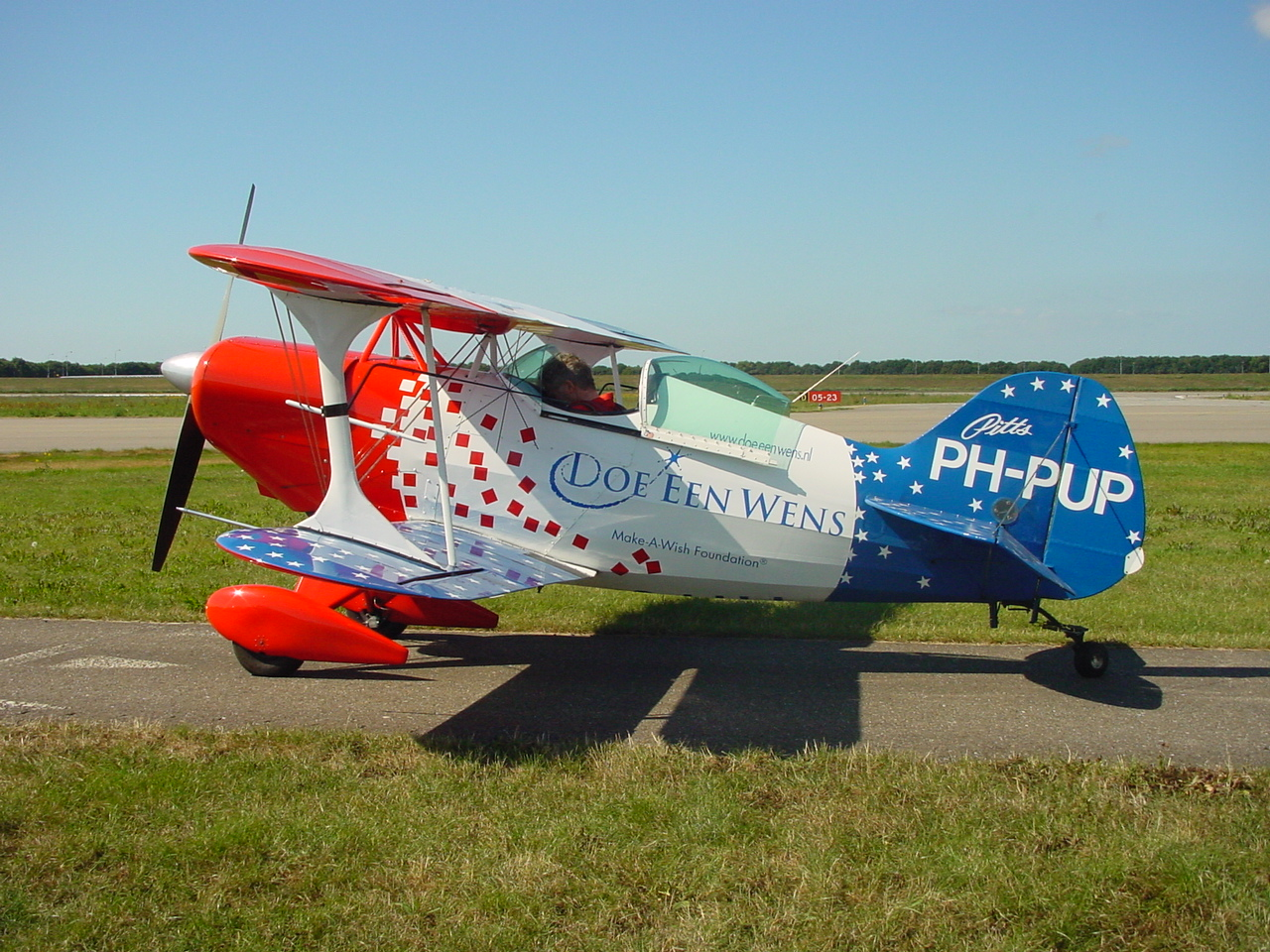
De PH-PUP, een Pitts S1S (eenzitter, 180pk) die ook bij Wings heeft gevlogen

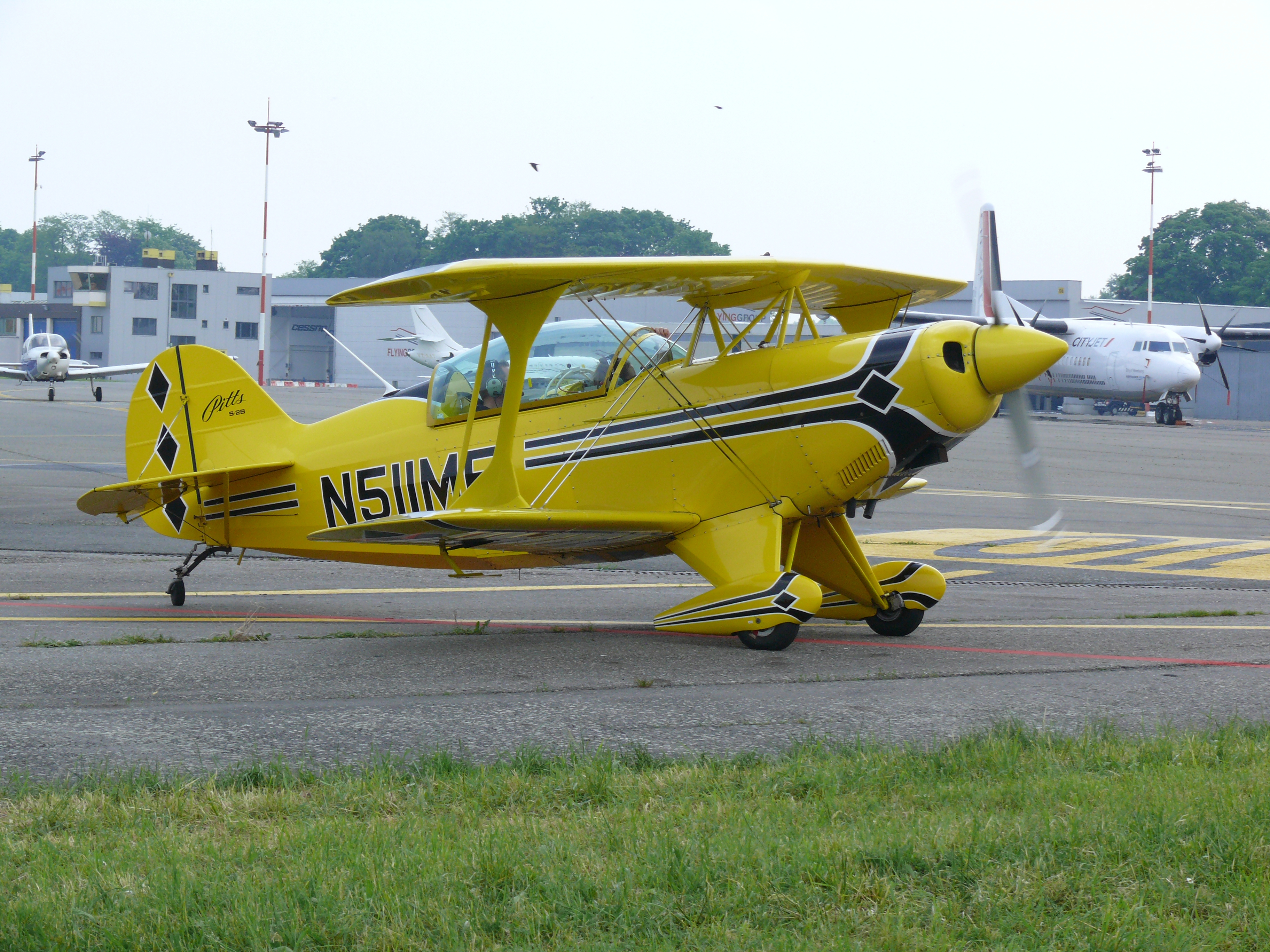
N511MF, een Pitts S2B

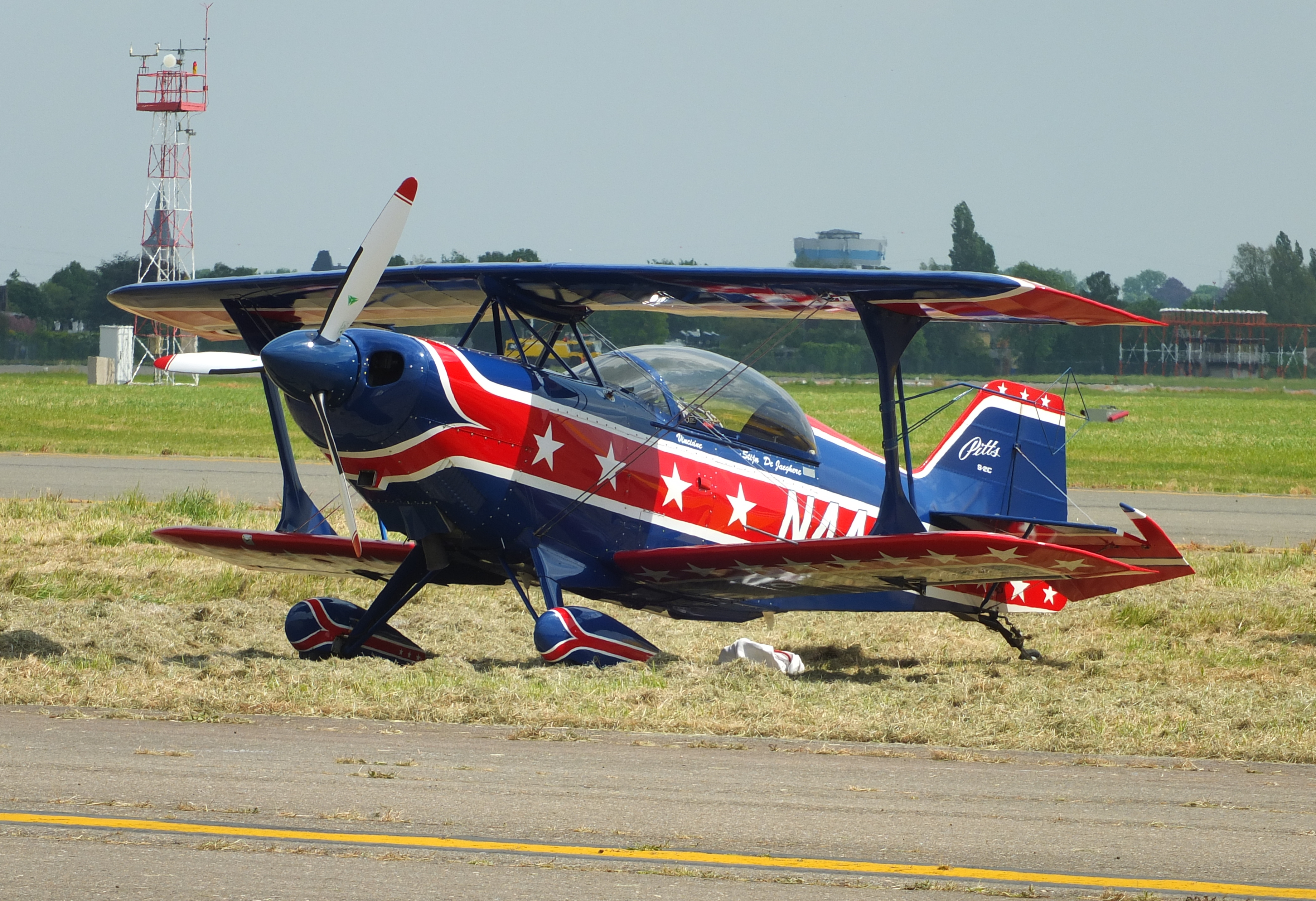
N44QQ, een Pitts S2-C

De Pitts Special is een serie van vliegtuigen die speciaal ontwikkeld is voor aerobatics (kunstvliegen). Er zijn zowel eenzits- als tweezitsuitvoeringen.

## Geschiedenis
Hoewel hij geen vliegtuigontwerper was begon de timmerman Curtis H. Pitts in 1942 met het ontwerpen van een vliegtuig speciaal voor aerobatics, de mooie sport van het kunstvliegen. Dit resulteerde in een kleine pittige tweedekker, de Pitts Special. Het eerste vliegtuig vloog in 1944 met een 90pk Franklin motor. Gedurende de eerste 25 jaar werd de Pitts Special alleen als ‘homebuilt’ vliegtuig gebouwd. Tijdens deze periode werd het ontwerp steeds aangepast om de prestaties te verbeteren. In 1962 was het vermogen van de standaard motor opgelopen naar 180pk, en in 1966 werd een symmetrisch vleugelprofiel gebruikt om rugvluchten gemakkelijker te maken.
In 1970 werd het bedrijf Pitts Aerobatics opgericht in Afton, Wyoming. De eerste Pitts Special S2A werd in 1971 in Afton geproduceerd.
In maart 1991 nam Aviat Inc. de rechten en type certificaten van Pitts Special vliegtuigen over. Vervolgens werden deze rechten in december 1995 doorverkocht aan Aviat Aircraft Inc. Verkoop, productie en testvluchten voor de Pitts Special lijn zijn allemaal geconcentreerd in Afton, Wyoming. De vliegtuigen worden tijdens het testvliegen nauwkeurig afgesteld om te verzekeren dat elk vliegtuig aerodynamisch optimaal kan presteren tijdens kunstvliegwedstrijden.
De huidige serie van Pitts Special modellen representeert de nieuwste technologische ontwikkelingen van deze legendarische familie van aerobatics vliegtuigen.
Bij Wings over Holland op Lelystad Airport zijn momenteel 2 Pitts Specials gestationeerd:
S2A PH-PGP (tweezitter, 200pk) en een S1T (eenzitter, 200pk).
Ook staat elders op Lelystad Airport nog een S2B PH-PEP (tweezitter, 260pk).